# 친절한 금자씨
《친절한 금자씨》는 박찬욱 감독의 영화로, 이영애가 주연을 맡았다.
"유괴 살인 사건의 범인으로 13년 반 동안 복역한 뒤 출소한 미모의 주인공 이금자"가, '자신에게 누명을 씌운 백 선생에게 복수한다는 내용'이며, 《복수는 나의 것》, 《올드보이》를 잇는 이른바 '복수 삼부작'의 마지막 작품으로 전작의 배우들이 특별출연하기도 했다.
2009년 11월 7일, 영국 타임즈에서 선정한 2000-2009 최고의 영화 100선에서 97위로 선정되었다.
미국에서는 2006년 4월 28일 타르탄 필름(Tartan films) 배급으로 19개 도시에서 개봉되었다.

## 줄거리
개신교도 무리가 이금자(이영애)라는 갱생한 수감자의 출소를 기다리며 상징적인 두부 한 모를 들고 교도소 밖에서 기다리고 있다. 13년 전 다섯 살 남자아이 원모를 유괴하고 살해한 혐의로 유죄 판결을 받은 이금자는 어린 나이와 천사 같은 외모, 그리고 범죄에 대한 적극적인 자백으로 인해 전국적인 화제가 되었다. 그러나 수감 기간 동안 그는 수감자 갱생의 모범적인 사례가 되었고, 그의 명백한 정신적 변화로 인해 조기 출소하게 되었다. 자유의 몸이 된 그는 이제 복수를 계획하고 있다.
이금자는 곧 교도소에서의 "착한" 행동이 호의를 얻고 복수 계획을 진행하기 위한 위장이었음을 보여준다. 그는 다른 가석방된 수감자들을 방문하여 음식, 거처, 무기 등의 도움을 요청한다. 그는 제과점에서 일을 시작하고 근식이라는 젊은 점원과 연인 관계를 맺는다. 근식은 원모가 살아있었다면 같은 나이였을 것이다.
이금자가 원모를 질식사시키지 않았다는 사실이 밝혀진다. 그의 사건을 담당한 형사는 그의 무죄를 알고 있었지만, 자백이 신빙성 있어 보이도록 범죄 현장 세부 사항을 조작하는 것을 도왔다. 고등학생이었던 이금자는 임신을 하게 되었고, 부모님께 돌아가기를 두려워하여 학교 교사인 백 선생(최민식)에게 도움을 요청했다. 백 선생은 이금자에게 성관계를 요구하고 유괴 범죄에 가담하도록 했다. 그는 이금자를 이용해 다섯 살 원모를 유인했고, 원래는 아이를 몸값과 교환할 계획이었으나 결국 살해했다. 그 후 백 선생은 이금자의 갓난 딸을 납치하고, 이금자가 죄를 뒤집어쓰지 않으면 아기를 죽이겠다고 협박했다. 이금자는 교도소에서 보낸 시간 동안 원모 살해, 자신의 아이가 어머니 없이 자라게 한 것, 그리고 자신을 교도소에 보낸 것에 대해 백 선생에게 복수할 계획을 세웠다.
이금자는 자신의 딸이 호주인 부모에게 입양되었다는 사실을 알게 된다. 이제 청소년이 된 제니는 한국어를 하지 못하며 처음에는 어머니를 받아들이지 않았지만, 결국 이금자와 함께 서울로 돌아와 유대감을 형성한다. 이금자는 현재 유치원 교사로 일하고 있는 백 선생을 납치하고 살해할 계획을 세우며, 이 계획에는 또 다른 전과자인 백 선생의 아내도 가담한다. 백 선생은 이금자와 제니를 죽이기 위해 폭력배들을 고용하지만 이금자가 그들을 제압하고 수면제가 든 밥을 먹고 잠든 백 선생을 붙잡는다.
백 선생은 폐교에서 의자에 묶인 채 깨어난다. 이금자는 그의 휴대전화 고리에서 원모 범죄 현장에서 가져간 오렌지색 구슬을 발견하고, 다른 아이들의 장신구도 함께 있는 것을 보고 경악한다. 그의 양 발을 쏜 후, 그의 아파트에서 그가 살해한 다른 아이들의 스너프 테이프를 발견한다. 그는 단순히 몸값을 요구하는 범죄를 저지른 것이 아니었으며, 아이들을 한 명씩 납치하고 살해하는 과정을 영상으로 찍었다. 살인 후, 그는 부모에게 거짓 몸값 전화를 걸어 돈을 받아내고 다른 학교로 옮겨갔다.
13년 전 진범을 고발하지 않아 4명의 아이들이 더 죽었다는 사실에 충격을 받은 이금자와 원래 사건을 담당했던 형사는 실종된 아이들의 부모와 친척들에게 연락하여 학교에서 만난다. 각 테이프를 본 후, 부모들은 함께 백 선생을 살해하기로 결정한다. 그들은 번갈아가며 그를 구타하고 고문하여 죽이고, 단체 사진을 찍어 누구도 다른 이를 고발할 수 없게 한다. 그 후 시체를 야산에 묻는다.
이금자, 형사, 유족들은 모두 이금자의 제과점에 모여 죽은 아이들의 생일을 축하하며 그들을 기린다. 그 후, 금자는 살해된 원모의 유령을 보는데, 금자가 원모에게 말을 걸자 원모는 그가 살아있었다면 되었을 나이의 성인으로 변한 뒤 금자의 입을 막고 사라진다. 후에 금자는 제니를 만나 두부처럼 순수하게 살라고 가르친다. 금자는 하얀 프로스팅으로 덮인 두부 모양 케이크에 얼굴을 파묻고 울음을 터뜨리고, 제니가 그를 안아준다.

## 캐스팅
- 이영애 : 이금자 역

영화의 주인공. 박원모 어린이 유괴 살인 사건의 범인으로 13년 반 동안 복역한다. 중학교 2학년 때 여자아이를 낳지만 그 아이는 박금자가 구속된 후 백 선생이 오스트레일리아로 입양시킨다. 복역 중 제빵 기술을 배워 출소 후 빵집 '나루세'에 취직하게 된다. 근식의 사수.
- 최민식 : 백한상(백 선생) 역

강남의 영어 유치원 교사로 일하면서 아이들을 유괴하여 죽이는 악한. 이금자가 다닌 고등학교에 교생 실습을 나가 이금자와 알게 되었다.
- 권예영 : 제니 역

이금자의 딸로 백한상에 의해 호주로 입양 보내졌다. 13년 후 찾아 온 이금자와 함께 한국으로 와서 행동을 같이 하게 된다.
- 김시후 : 근식 역

이금자가 출소 후 다니게 되는 빵집 '나루세'의 직원으로 이금자를 보고 첫눈에 반한다.
- 남일우 : 최 반장 역

이금자의 자수를 받아 그녀를 교도소로 보낸 장본인. 빵집 '나루세'에 들렀다가 출소한 이금자를 다시 만나게 된다.
- 김병옥 : 전도사 역

박찬욱 감독의 전작 《올드보이》에 이우진의 경호실장 역으로 출연한 적이 있다. 이금자에게 호감을 가졌으나 출소 후 변해버린 이금자의 모습에 반감을 가져 이금자를 미행하여 찍은 사진을 백 선생에게 파는 부업을 하게 된다.
- 오달수 : 장씨 역

이금자가 출소 후 다니게 되는 빵집 '나루세'의 주인(이금자는 그를 '장 선생님'이라고 부른다). 경주 여자 교도소에서 이금자가 만든 산딸기 케이크를 맛보고 나루세를 차릴 용기를 얻게 되었다고 한다. 사고로 오른팔이 떨린다.
- 이승신 : 박이정 역

꽃뱀 짓을 하다가 교도소에 들어왔다. 역시 마녀로부터 괴롭힘을 당했다. 이금자의 부탁으로 출소한 후 자동차 딜러로 신분을 숨겨 백한상과 결혼한 뒤 복수의 계획을 돕게 된다.
- 김부선 : 우소영 역

남편과 은행을 털다가 교도소에 들어왔다. 이금자로부터 신장을 이식 받고 목숨을 건진다. 후에 출소한 이금자를 위해 남편과 함께 권총을 만들어 준다.
- 라미란 : 오수희 역

간통으로 교도소에 들어왔다. 통통한데다가 간통이라는 죄목까지 가지고 있었기 때문에 마녀의 성적 노리개가 된다. 나중에 출소한 이금자를 위해 권총에 달게 되는 은장식을 만들어 준다.
- 고수희 : 마녀 역

간통한 남편과 상대 여자를 죽이고 구워 먹었다고 한다. 영화 안에서 그녀의 성격과 대사는 남편이 간통했다는 사실이 원인이 된 듯하다. 다른 죄수들을 괴롭히다 이금자에 의해 죽는다.
- 서영주 : 김양희 역

기둥서방을 살해한 죄로 교도소에 들어왔다. 이금자로부터 지나간 자기의 생을 애도하는 법을 배우게 된다. 출소 후 이금자에게 무허가 미용실로 쓰던 방을 거처로 마련해 준다.
주인공 이금자 역에는 고두심 고현정 심은하 등이 물망에 올랐지만 불발됐다. 근식 역은 당초 윤계상이 낙점됐으나 갑작스런 군 입대 때문에  불발됐다.

## 수상 내역
- 제62회 베니스 영화제 경쟁 부문 초청
- 2006 방콕국제영화제(2월17일~27일) 지난해 《올드보이》에 이어 연속 2회 감독상 수상.
- 2006 베를린국제영화제 경쟁부문 진출 실패.
- 2005 제38회 스페인 시체스 영화제 이영애‘친절한 금자씨’로 여우주연상
- 2005.09.10  제62회 베니스 국제영화제 '젊은 사자상(Young Lion Award)', '가장 혁신적인 영화상(Best Innovated Film Award)', '미래영화상(Cinema Of The Future)' 수상
- 2005.09.15  제30회 토론토 국제영화제 '스페셜 프레젠테이션(Special Presentation)' 부문 초청
- 2005.10.02  제43회 뉴욕 영화제 초청
- 2005.10.11  제9회 할리우드 월드 어워즈(The Hollywood World Awards) 노미네이트
- 2005.10.20  제49회 런던 국제영화제 영화 광장(Film on the Square) 초청
- 2005.10.22  제18회 도쿄 국제영화제 특별상영 부문 초청
- 2005.11.16  유럽영화상 비(非)유럽영화상 부문 후보작(Non-European Nominations) 노미네이트
- 2005.11.29  제26회 청룡영화상 여우주연상, 최우수 작품상 수상
- 2005.12.12  제25회 한국영화평론가협회상 10대 영화상 수상
- 2006.03.16  제3회 한국대중음악상 올해의 영화드라마음악상 수상
- 2006.04.14  제42회 백상예술대상 영화 여자최우수연기상 수상
- 2006.07.21  제43회 대종상영화제 여자부문 해외인기상 수상

## 음악
주제곡인 〈친절한 금자씨〉의 원곡은 비발디의 칸타타 《Cessate, omai cessate》 중 〈Ah ch'infelice sempre〉이다. 영화의 오리지널 사운드트랙은 전작의 음악감독인 조영욱이 맡았으며 두 대의 바이올린과 첼로를 위한 협주곡 2번, 바이올린을 위한 협주곡 3번 등 비발디의 콘체르토와 니콜로 파가니니의 카프리스 24번 등에서 테마를 따와 편곡했다. 우아함을 최대로 살린 바로크풍의 스코어들은 최승현이 작곡하였다.

## 같이 보기
- 복수 삼부작